# Lilly Turner
Pour plus de détails, voir Fiche technique et Distribution.
Lilly Turner est un film américain réalisé par William A. Wellman et sorti en 1933.

## Synopsis
Lilly Turner est une jeune fille naïve qui tombe amoureuse d'hommes malhonnêtes. Elle se marie à Rex Durkee, un minable magicien dans un cirque itinérant, et sillonne les routes avec lui et sa troupe. Après quelques mois, elle découvre que ce dernier est déjà marié à une autre femme. Pour éviter un procès en bigamie, Rex quitte Lilly sans aucun remords alors qu'elle attend un enfant. Pour lui trouver un père, Lilly se met en couple avec un rabatteur forain, Dave Dixon, et l'épouse. L'accouchement se déroule mal et le bébé est mort né. Dave devient alcoolique et Lilly sombre dans la dépression. Lilly tombe amoureuse d'un autre homme, Bob Chandler, ingénieur et chauffeur de taxi tandis que Fritz, un artiste musculeux du cirque, tombe sous le charme de la jeune fille en détresse... D'homme à homme, Lilly tente de trouver le véritable amour.

## Fiche technique
- Réalisation : William A. Wellman
- Scénario : Gene Markey, Kathryn Scola, d'après une pièce de Phillip Dunning et George Abbott
- Chef-opérateur : James Van Trees
- Direction artistique : Jack Okey
- Costumes : Orry-Kelly
- Durée : 65 minutes
- Date de sortie :
  - États-Unis : 13 mai 1933

## Distribution
- Ruth Chatterton : Lilly ’Queenie’ Turner Dixon
- George Brent : Bob Chandler
- Frank McHugh : David ’Dave’ Dixon
- Guy Kibbee : Doc Peter McGill'
- Robert Barrat : Fritz ’Heinie’
- Ruth Donnelly : Edna Yokum
- Marjorie Gateson : Mme Bessie ’Ma’ McGill
- Gordon Westcott : Rex Durkee
- Arthur Vinton : Sam Waxman
- Grant Mitchell : Dr Hawley
- Margaret Seddon : Mme Turner
- Mae Busch : Hazel
- Mayo Methot : Mme Durkee